# Review of International Studies
Review of International Studies (kurz RIS) ist eine Fachzeitschrift für Internationale Angelegenheiten (International Affairs) der British International Studies Association. Sie wird nach dem Peer-Review-Verfahren erstellt und von Cambridge University Press verlegt. Chefredakteur ist Martin Coward (Queen Mary University of London).
Von 1975 bis 1980 war Review of International Studies unter dem Titel British Journal of International Studies erschienen.